# Estación Mina Concordia
Mina Concordia es una estación ferroviaria ubicada en el departamento de Los Andes, provincia de Salta, Argentina.
Cerca de la estación se advierten las construcciones de la ex Mina La Concordia, en donde la explotación de oro, plata y plomo, fue abandonada por inundación de sus galerías.

## Servicios
Se encuentra actualmente sin operaciones de pasajeros. El servicio de Tren a las Nubes entre San Antonio de los Cobres y el Viaducto La Polvorilla que transita sus vías, no cuenta con parada en esta estación.
Sus vías corresponden al Ramal C14 del Ferrocarril General Belgrano.

## Imágenes

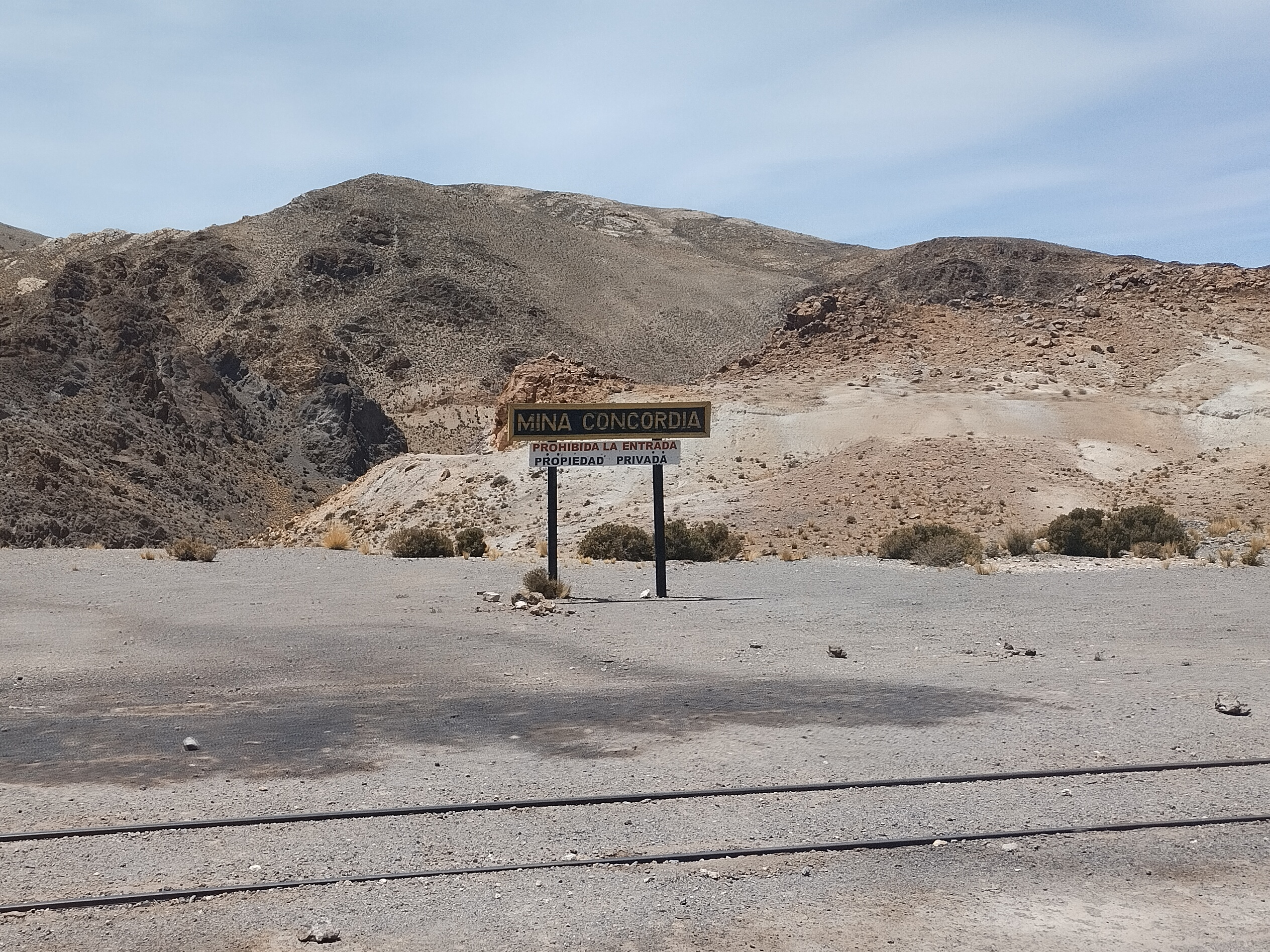
cartel nomenclador
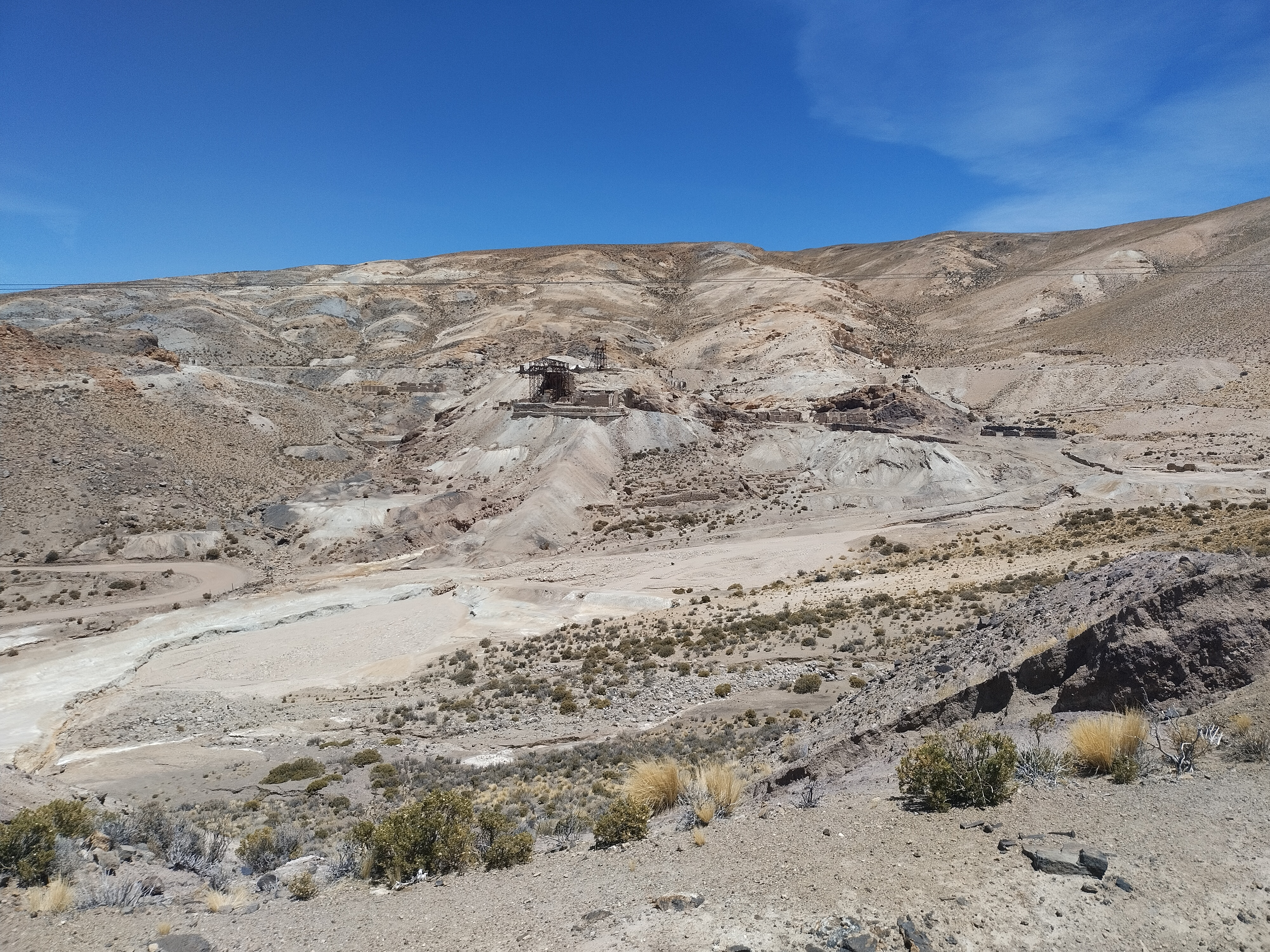
la mina desde el otro lado de valle
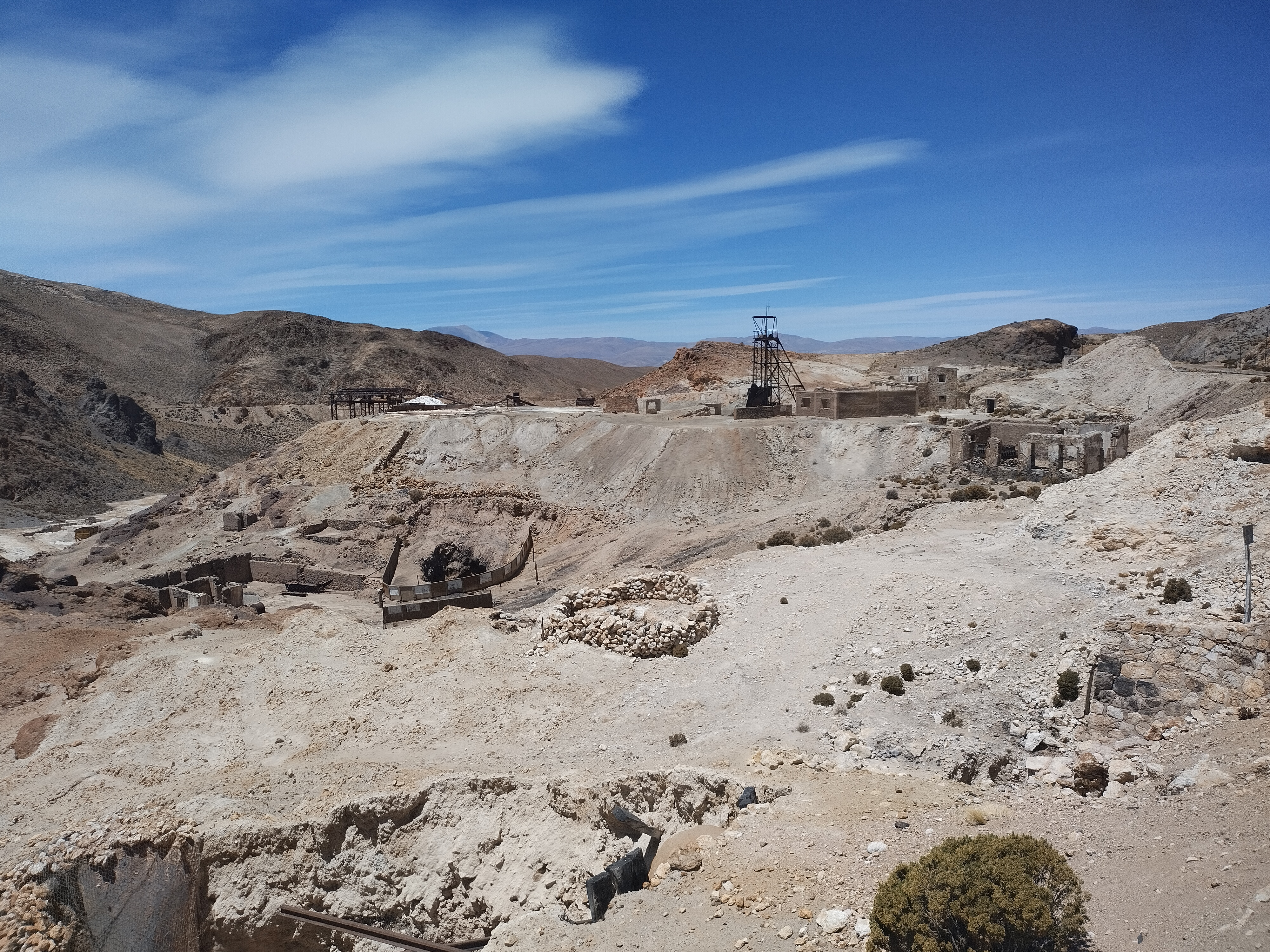
las instalaciones de la mina con la ferrovía a la derecha